# Felderítő Főcsoportfőnökség (Ukrajna)
A Felderítő Főcsoportfőnökség, teljes nevén az Ukrán Védelmi Minisztérium Felderítő Főcsoportfőnöksége (ukránul: Головне управління розвідки Міністерства оборони України, magyar átírásban Holovne upravlinnya rozvidki Minyisztersztva oboroni Ukrajini), röviden HUR (ГУР) Ukrajna katonai hírszerző szolgálata. Feladata katonai vonatkozású hírszerző információk gyűjtése, elemzése és a kormányzati döntéshozók tájékoztatása és támogatása. Az Ukrán Védelmi Minisztérium alárendeltségében működik. Központja Kijevben, a Dnyeper partján, a Ribalszkij-félszigeten található. Vezetője 2020 augusztusától Kirilo Budanov.
2023. március 7-én alakult meg a Felderítő Főcsoportfőnökség különleges műveleteket végrehajtó Nemzetközi Légiója, amelyben több mint 50 ország önkéntese harcol az orosz agresszió ellen.